# Lago Tumanli-Guel
El lago Tiumanli-Guel, Tumanli-Kel, Tumanli-Kiol, Forelnoye (en ruso: Туманлы-Гель, Туманлы-Кёль, Форельное, del karachái "lago brumoso") es un lago del Cáucaso occidental, situado en el valle del río Klujor, afluente del Teberdá, de la cuenca hidrográfica del Kubán, sobre la ruta del paso de Klujor. El lago se halla en la reserva natural de Teberdá, en sur del raión de Karacháyevsk de la república de Karacháyevo-Cherkesia de Rusia.

## Características
Se encuentra a una altitud de 1860 metros sobre el nivel del mar, la profundidad del lago es de hasta 23 metros, la superficie es de 1,93 ha, la mineralización varía según la estación de 25 a 60 mg/l. Pertenece a la cuenca hidrográfica del río Teberdá. Tiene forma alargada y forma un arroyo caudaloso, la orilla norte es alta y empinada. El origen del embalse se debe a la actividad de impacto de avalanchas, que aún mantiene su estado, expulsando agua y sedimentos del lago y evitando así signos de degradación.
Según una descripción de N. N. Lipina de la década de 1960, la fauna acuática era pobre, el fitoplancton estaba dominado por diatomeas y se encontraban truchas. La escasez de flora y fauna también se explica por las avalanchas de nieve, que arrojan a la orilla agua, plantas y animales. Debido a la pequeña cantidad de nutrientes en el agua, el lago se clasifica como oligotrófico y se encuentra en el estadio subalpino.
El lago se reflejó en el poema Tubanly-Kel del poeta karachái Nazir Jubiyev, y en la fotografía Otoño en el lago Tumanly-Kel de Fiódor Lashkov.

## Galería

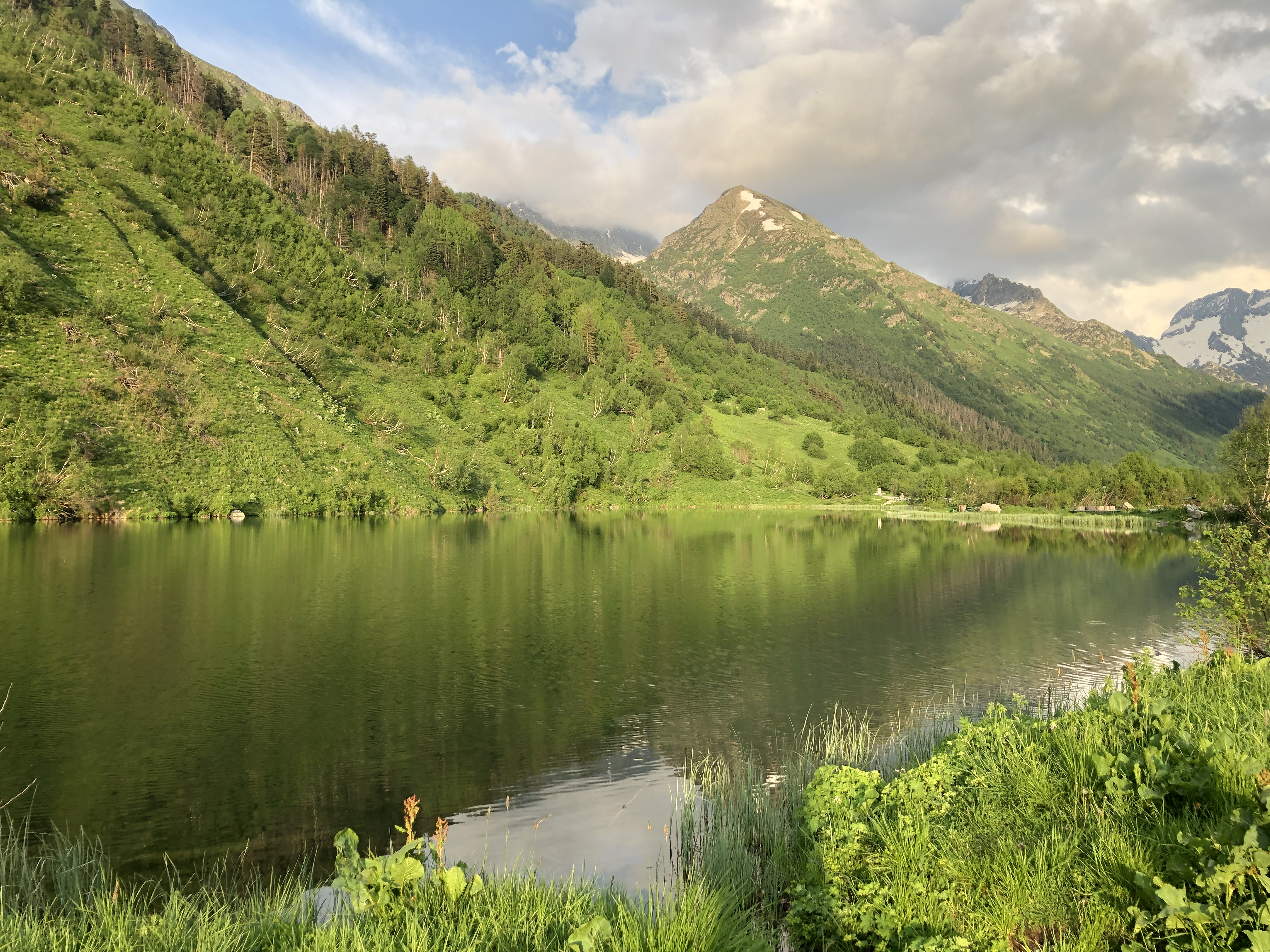
Vista del lago.
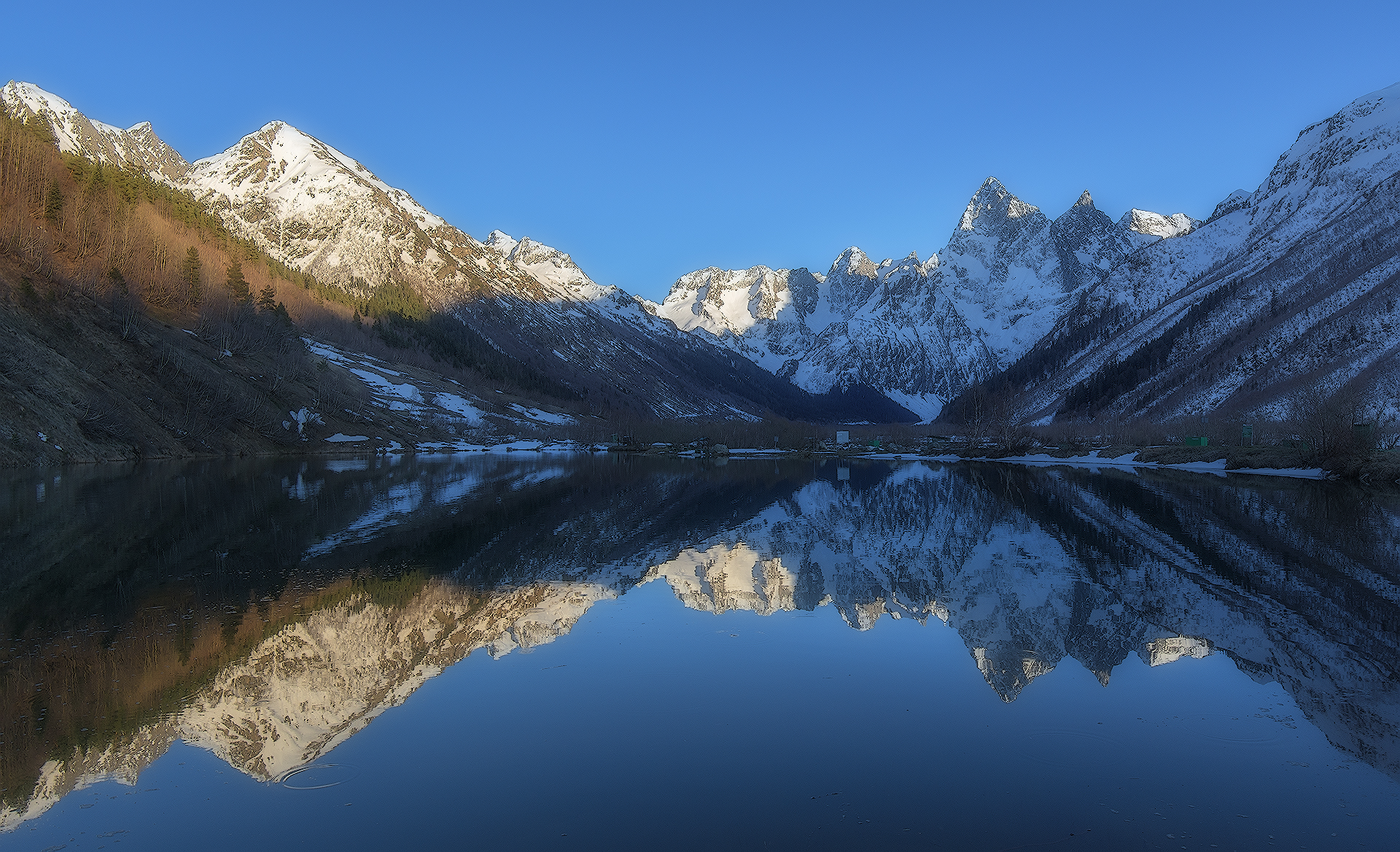
Vista del lago, a ala derecha el pico Chotcha.
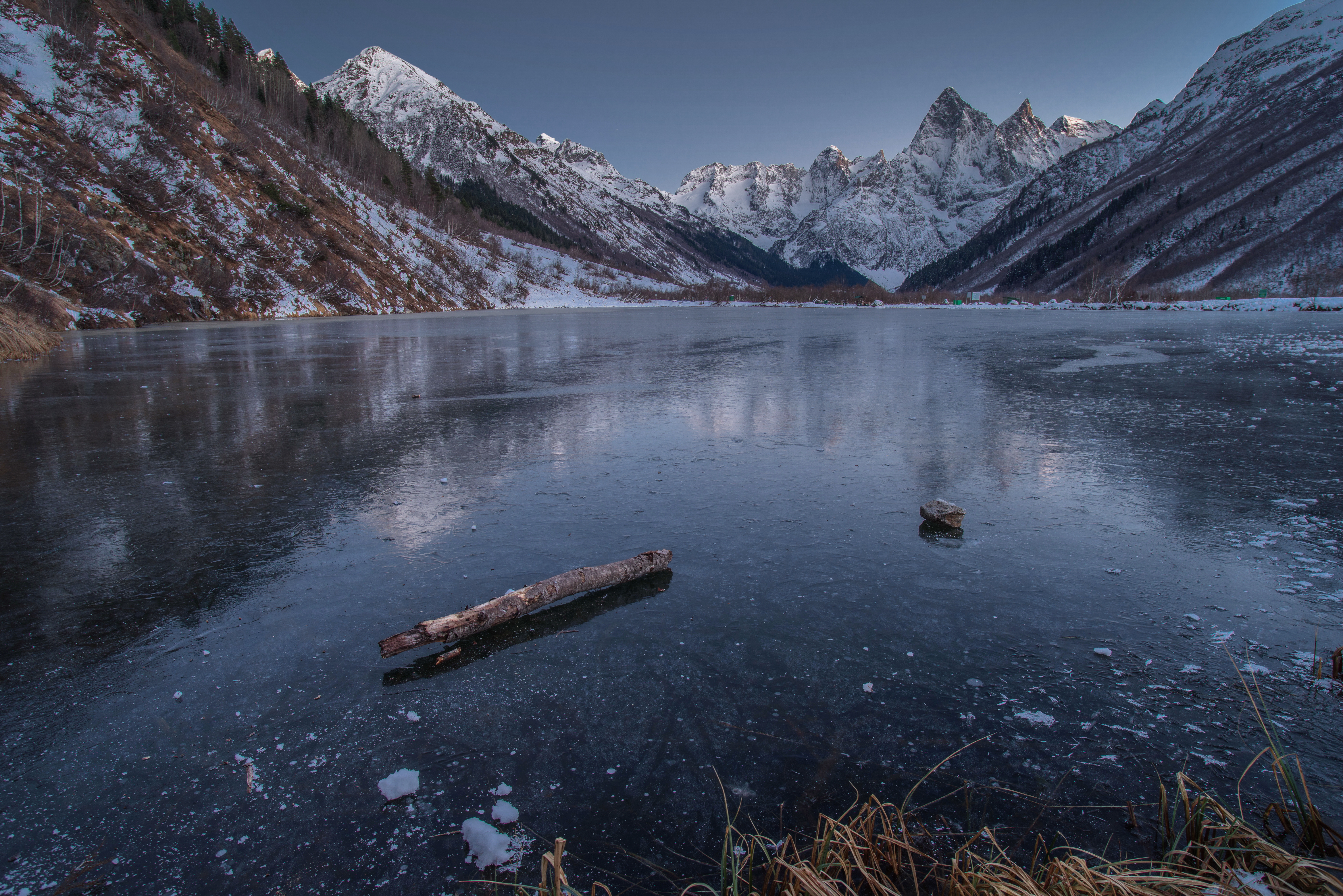
El lago helado.